# اندیس سرخ دره
سرخ دره یک اندیس فلزی است که در حوالی شهر شامکان استان خراسان قرار دارد و مادهٔ معدنی موجود در آن، مس است. سنگ میزبان این اندیس آندزیت/آهک است و دیرینگی آن به دوران کرتاسه بالایی می‌رسد.